# Шарл II д’Алансон
Шарл II д'Алансон, наречен Шарл Щедрия (на френски: Charles II d'Alençon dit Charles II le Magnanime; * 1297, † 26 август 1346, Креси), е граф на Алансон, граф на Перш и граф на Шартър, френски военачалник, участник в Стогодишната война, рицар и пълководец, родоначалник на Дом Валоа-Алансон.

## Произход
Той е син на Шарл Валоа (* 1270, † 1325), граф на Валоа (1286 – 1325), граф на Алансон, на Анжу, на Шартър и на Мен (1290 – 1325), и на Маргарита Анжуйска (* 1273, † 31 декември1299), родоначалничка на кралската династия Валоа, която царува във Франция от 1328 до 1589 г., дъщеря на Шарл II Анжуйски, крал на Неапол, и на Мария Унгарска. Има двама братя и четири сестри:
- Изабела (* 1292, † 1309), херцогиня на Бретан като съпруга на Жан III Добрия

- Филип VI, крал на Франция, съпруг на Бланш д’Еврьо и на Жана Бургундска
- Жана (* 1294, † 1342), съпруга на Вилхелм д’Авен, граф на Ено, Холандия и Зеландия, майка на кралицата на Англия Филипа, съпруга на Едуард III Плантагенет;
- Маргарита (* 1295, † 1342), съпруга на Ги I дьо Блоа-Шатийон, граф на Блоа;
- Шарл II (* 1297, † 1346), граф на Алансон, 1съпруг на Жана дьо Жуани и на Мария дьо ла Серда
- Катерина (* 1299, † 1300).

## Живот
Първият си военен опит получава през 1324 г. в Гиен, където се сражава под командването на своя баща Шарл Валоа. Отличава се под Реол, където за първи път проявява своето мъжество, достигащо понякога до безразсъдна смелост.
През декември 1325 г. след смъртта на баща си наследява графствата Алансон, Шартър и Перш.
През 1328 г., след коронацията на своя по-голям брат Филип VI Валоа, участва в неговите военни кампании против метежна Фландрия. Сражава се на 23 август 1328 г. в битката при Касел, където командва втората линия на френската армия. В този бой е тежко ранен.
След отказа на краля на Англия, Едуард III Плантагенет да пристигне във Франция, за да положи васална клетва за Аквитания, както и заплашителните маневри на британците в региона на Сент, той е изпратен от краля в Гиен, за да оцени ситуацията. Но вместо това граф Шарл II през 1331 г. щурмува Сент и нарежда разрушаването на стените му. Той е отзован след срещата на английския и френския крал през април 1331 г.
През 1340 г. той командва армия срещу войските на Едуард III при Турне. След избухването на Войната за бретанското наследство между Жан Завоевателя, граф на Монфор, и Шарл дьо Блоа, той отива да се бие в Бретан на страната на дьо Блоа. Участва през 1341 г. в превземането на замъка Шантос, след това в обсадата и превземането на Нант, където е заловен самият английски протеже Жан Завоевателя. През 1342 г. превзема град Рен, след което отива да обсажда Енбон, който е защитаван от съпругата на Жан Завоевателя. Превзема Оре и Ван. Примирието слага край на военните действия в Бретан.
През 1346 г., след нахлуването на английския крал Едуард III Плантагенет в Нормандия, граф Шарл ІІ д'Алансон командва авангарда на френската армия, преследваща англичаните.
На 26 август същата година загива в битката при Креси. По време на сражението със своя отряд практически си пробива път до мястото, където стои Едуард Уудсток, „Черният принц“, син на английския крал Едуард III.

## Брак и потомство
Шарл ІІ д'Алансон се жени два пъти:
∞ 1. април 1314 за графиня Жана дьо Жоани († 24 септември 1336), дъщеря на Жан II, граф на Жоани, от която няма деца.
∞ 2. декември 1336 за Мария де ла Серда и де Лара (* 1310, † 1379), дъщеря на Фернандо II де ла Серда, херцог на Медина, от която има четирима сина и една дъщеря:
- Шарл III (* 1337 – 1375), граф на Алансон, граф на Перш (1346 – 1361), архиепископ на Лион (1365), архиепископ-примас на Франция
- Филип д'Алансон (* 1338 † 1397), епископ на Бове (1356 – 1359), архиепископ на Руан (1359 – 1365), патриарх на Йерусалим (* 1375 † 1379) и Аквилея (1381 – 1387), кардинал (1381)
- Пиер II Добрия (* 1340, † 1404), граф на Алансон (1361 – 1404), граф на Перш (1377 – 1404), пер на Франция, съпруг на Мария Шамеяр
- Изабела д'Аласон (* 1342 † 3 септември 1379, Поаси), монахиня в манастира „Сен Луи“ в Поаси
- Робер д'Алансон (* 1344 † сл. 26 авуст 1377), граф на Перш (1361 – 1377), ∞ 1374 за Жана дьо Роан, от която има един син